# Malkwitzer See
Der Malkwitzer See ist ein See in der Gemeinde Hohen Wangelin im Amt Seenlandschaft Waren im Landkreis Mecklenburgische Seenplatte in Mecklenburg-Vorpommern. Durch eine künstliche Verbindung zum Kraazer See ist er heute Ursprung der Nebel.

## Beschreibung
Der namensgebende Ort Malkwitz liegt etwa einen halben Kilometer südlich des Sees. Das 1,09 km² große Gewässer hat eine annähernd ovale Form und ist etwa 1,6 Kilometer in Ost-West- und 0,8 Kilometer in Nord-Süd-Richtung ausgedehnt. Die tiefsten Stellen liegen im östlichen Teil des Seebeckens. In den See münden Entwässerungsgräben der näheren westlichen und südlichen Umgebung. Die Wasserrahmenrichtlinie MV sieht einen etwa 1,2 Kilometer südlich des Sees entspringenden und in den See führenden Graben als Nebelquelle an. Die Nebel verlässt den See in Richtung Osten zum etwa 700 Meter entfernten Kraazer See. Über die Nebel und die Warnow entwässert der See zur Ostsee. Die Nordsee-Ostsee-Wasserscheide verläuft knapp einen Kilometer südlich des Gewässers.  
Der Malkwitzer See ist ein Klarwassersee und gehört zusammen mit dem Kraazer See und dem Hofsee zum seit 1996 bestehenden und 508 Hektar großen Naturschutzgebiet Obere Nebelseen. Er darf mit Wasserfahrzeugen jeglicher Art nicht befahren werden. Baden ist an bestimmten Stellen erlaubt.

## Geschichte
Die Oberen Nebelseen entstanden durch Toteisblöcke aus dem Frankfurter Vorstoß der Weichseleiszeit, die von Sandermaterial des Pommerschen Vorstoßes überdeckt wurden und deshalb langsamer abschmolzen als das restliche Eis. Der Malkwitzer See war ursprünglich ein Durchströmungssee, das heißt, er besaß keine oberirdischen Zu- oder Abflüsse und wurde hauptsächlich von Grundwasser durchzogen. Während der deutschen Besiedlung der Region wurde der See künstlich mit dem östlich liegenden Kraazer See verbunden und innerhalb der Seenkette wurden Mühlenstaue errichtet. Die Anlage von Bauernhöfen um den Malkwitzer See um 1830 führte zu weiteren Entwässerungsmaßnahmen. Die Seen waren einst in Besitz des Klosters Malchow. Zu DDR-Zeiten wurde ihnen Wasser zur Beregnung von Ackerflächen entnommen, in der Umgebung wurde Gülle der seit 1975 bestehenden Rindermastanlage in Hohen Wangelin verregnet. Pumpwerke entwässerten bis 1997 angrenzende Moore.